# Marquês de Abrantes
Marquês de Abrantes é um título nobiliárquico criado por D. João V por Decreto de 24 de Junho de 1718 a favor de D. Rodrigo Anes de Sá Almeida e Meneses, 3.° Marquês de Fontes e 7.° Conde de Penaguião, embaixador extraordinário junto do Papa Clemente XI entre 1712 e 1718. Três dos magníficos coches da embaixada a Roma de 1716 que chefiou encontram-se hoje no Museu dos Coches em Lisboa.
Ao regressar de Roma em 1718 e perante o sucesso obtido junto do Papa, nomeadamente com a elevação de Lisboa a Sé Patriarcal em 1716, foi o Marquês de Fontes agraciado, por comutação, com o título de Marquês de Abrantes, de juro e herdade e com Honras de Parente, com tratamento de sobrinho. 
Pela mesma Carta de D. João V de 1718 que extinguiu o título de Marquês de Fontes e criou o Marquesado de Abrantes, ficou estipulado que o antigo título de Conde de Penaguião, outrora usado pelos herdeiros dos Marqueses de Fontes, passaria a ser atribuído ao herdeiro do Marquês de Abrantes.
Os títulos e a linhagem foram descritos por, entre outros, António Caetano de Sousa nas Memorias Historicas e Genealogicas dos Grandes de Portugal (1755). Anselmo Braamcamp Freire, no Vol. II dos seus Brasões da Sala de Sintra, nomeadamente no Cap. XVI. sobre os Almeidas, descreve mais detalhadamente as origens da Casa de Abrantes, desde o Conde de Abrantes do século XV aos Marqueses de Abrantes.
Os Marqueses de Fontes e os primeiros 4 Marqueses de Abrantes, com varonia Sá e Meneses, usaram no brasão armas plenas de Sá. Em 1780 a Casa de Abrantes foi herdada pela dos Condes de Vila Nova de Portimão, com varonia Lencastre e Távora, passando as armas associadas ao título de Marquês de Abrantes a ser plenas de Lencastre. O título subsidiário a ser usado pelo herdeiro dos Marqueses de Abrantes passou desde então a ser o de Conde de Vila Nova de Portimão. Mais tarde os Marqueses passaram a usar armas esquarteladas de Lencastre e Távora, em homenagem a estas duas linhagens.   

## Condes de Penaguião (1583)

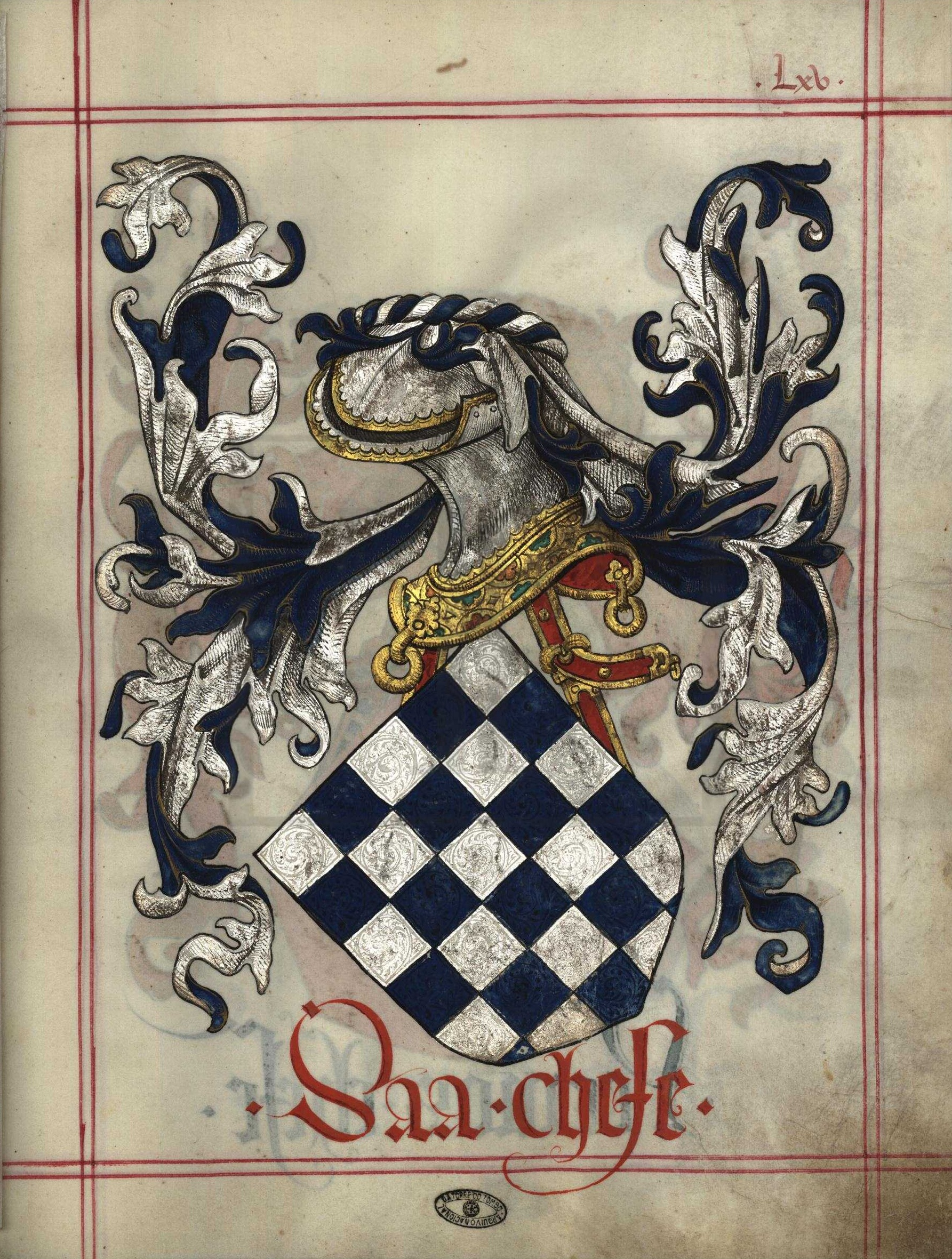
Armas de Sá chefe, in Livro do Armeiro-Mor (fl 65^{r}) (1509). Estas foram as armas dos Sás e Meneses Condes de Penaguião (1583), Marqueses de Fontes (1659) e Marqueses de Abrantes (1718), antes da Casa passar a varonia Távora.

O título de Conde de Penaguião foi atribuído a 10 de Fevereiro de 1583, durante a União Ibérica, por Filipe I a D. João Rodrigues de Sá, quarto avô do primeiro Marquês de Abrantes. Este casou com D. Isabel de Mendonça, descendente de D. Lopo de Almeida, 3.° Conde de Abrantes.
Com a morte de D. Miguel de Almeida, 4.° Conde de Abrantes, em 1650, essa Casa extinguiu-se na linha varonil. A representação dos condes de Abrantes, descendentes maternos de D. Pedro I, recaiu então graças ao referido casamento na Casa de Penaguião. Por essa mesma razão receberiam os futuros Marqueses de Abrantes o privilégio de honras de parente.

### Titulares
1. D. João Rodrigues de Sá (c.1555–?), 1.º Conde de Penaguião.
2. D. Francisco de Sá de Meneses (1598–1647), 2.º Conde de Penaguião, filho do anterior.
3. D. João Rodrigues de Sá e Meneses (1619–1658), 3.º Conde de Penaguião, filho do anterior. O título continuou como subsidiário do marquesado de Fontes e mais tarde de Abrantes.

### Armas
As armas dos Sá e Meneses condes de Penaguião, mais tarde marqueses de Fontes, eram: xadrezado de prata e azul, de cinco peças em faixa e seis em pala. Timbre: Búfalo nascente de negro, com uma argola de oiro nas ventas.
Estas armas encontram-se no Livro do Armeiro-Mor (fl 65r) e no Thesouro de Nobreza (fl 23r). No Livro da Nobreza e Perfeiçam das Armas estavam no fólio 13v, um dos cinco fólios que infelizmente foram cortados em data anterior a 1909. Encontram-se também na Sala de Sintra. Note-se que na Sala de Sintra, como refere Braamcamp Freire, o escudo exibe seis peças em faixa e oito em pala.

## Marqueses de Fontes (1659)

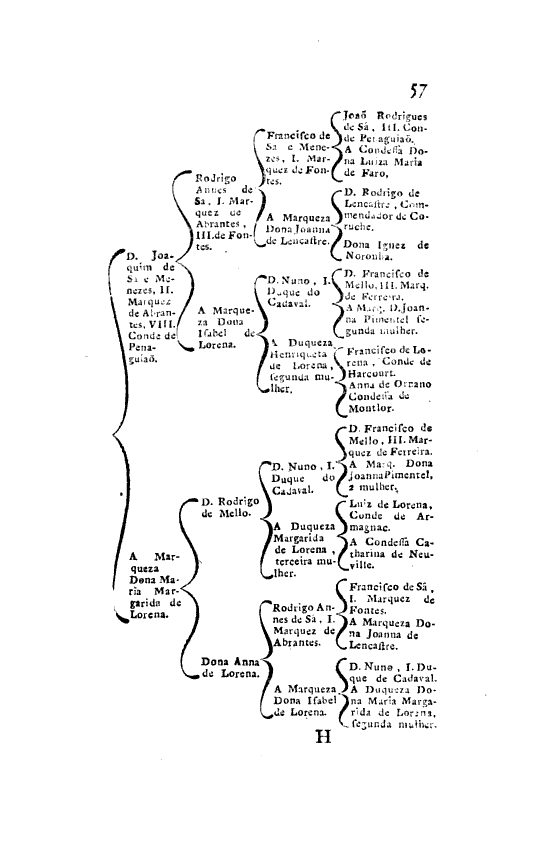
Página 57 da obra de António Caetano de Sousa (1755): costados dos Marqueses de Fontes

João Rodrigues de Sá e Meneses, o 3.º conde de Penaguião, morreu em 1658, em plena Guerra da Restauração (1640-1668), em Elvas, a principal praça-forte da fronteira. Pouco depois, a 2 de Janeiro de 1659, duas semanas antes da decisiva Batalha das Linhas de Elvas, o rei D. Afonso VI atribuiu ao seu filho o título de Marquês de Fontes. À época este era, se exceptuarmos os marquesados subsidiários ao ducado de Bragança, o apenas sétimo marquesado existente em Portugal, precedido somente pelos marqueses de Torres Novas (1520), Gouveia (1625), Aguiar e Cascais (1643), e Nisa (1646).

### Titulares
1. D. Francisco de Sá e Meneses (c.1640–1677), 4.º Conde de Penaguião e 1.º Marquês de Fontes, filho do anterior.
  1. D. João Rodrigo de Sá e Meneses, 5º Conde de Penaguião, filho do anterior.
2. D. João Rodrigues de Sá Meneses (1674–1688), 2.º marquês de Fontes e 6.º Conde de Penaguião, irmão do anterior.
3. D. Rodrigo Anes de Sá Almeida e Meneses (1676–1733), 3.º Marquês de Fontes e 7.º Conde de Penaguião, irmão do anterior. Chefiou a famosa embaixada enviada pelo rei D. João V ao Papa em 1716, que integrava um cortejo de cinco coches temáticos e dez de acompanhamento – o ponto alto da ostentação da magnificência do Poder Real de um monarca que dominava um vasto império. Depois de regressar ao reino foi feito Marquês de Abrantes pelo Magnânimo.

### Armas
As dos condes de Penaguião. 

## Marqueses de Abrantes (1718)

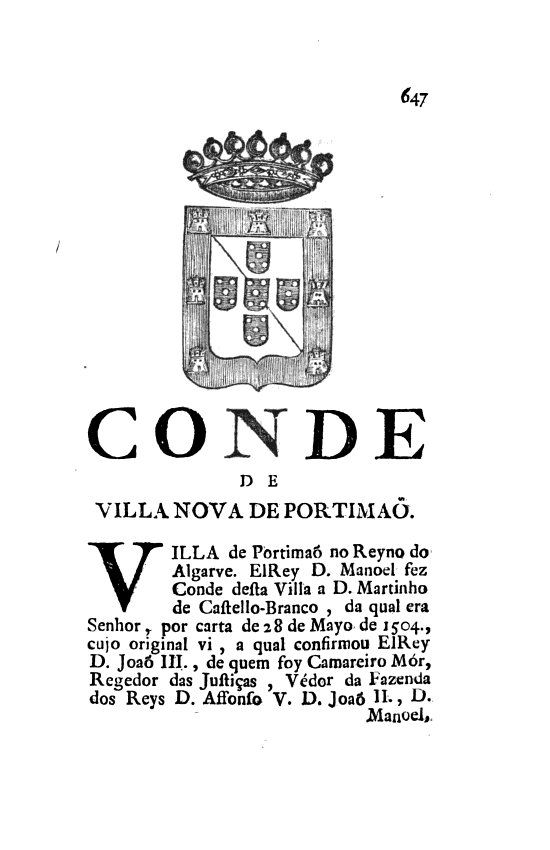
Página 647 da obra de Caetano de Sousa (1755): as armas do 6.º Conde de Vila Nova de Portimão, cujo filho herdou a Casa de Abrantes em 1780.

Note-se que a 3.ª Marquesa de Abrantes, assim como mais tarde a 4.ª marquesa sua filha, foi feita Duquesa de Abrantes ao ser nomeada camareira-mor da rainha, o mais alto cargo palatino ocupado por uma mulher no reino. Com esta quebra de varonia, a Casa de Abrantes foi herdada pelo 7.ºConde de Vila Nova de Portimão, já da varonia Távora dos Condes de Alvor, que no entanto usava armas de Lancastre.

### Titulares
1. D. Rodrigo Anes de Sá Almeida e Meneses (1676–1733), 3.º Marquês de Fontes e 7.º Conde de Penaguião. Feito 1.º Marquês de Abrantes em 1718.
2. D. Joaquim Francisco de Sá Almeida e Meneses (1695–1756), 2.º Marquês de Abrantes e 8.º Conde de Penaguião, filho do anterior.
3. D. Ana Maria Catarina Henriqueta de Lorena, 1.ª Duquesa de Abrantes (1691–1761), irmã do anterior.
4. D. Maria Margarida de Lorena, 2.ª Duquesa de Abrantes (1713–1780), filha da anterior.
  1. D. José Maria de Lancastre e Távora de Almeida Sá e Meneses (1742–1771), 6.º Conde de Vila Nova de Portimão e 2.º primo da anterior, sendo assim também o 11.º Conde de Penaguião.
5. D. Pedro de Lancastre da Silveira Castelo Branco Sá e Meneses (1771–1828), que herdou a Casa de Abrantes em 1780, sendo 5.º Marquês de Abrantes, 12.º Conde de Penaguião e 7.º Conde de Vila Nova de Portimão.
6. D. José Maria da Piedade de Lancastre Silveira Castelo Branco de Almeida Sá e Meneses (1784–1827), 6.º Marquês de Abrantes, 13.º Conde de Penaguião e 8.º Conde de Vila Nova de Portimão, filho do anterior.
7. D. Pedro José Maria da Piedade de Alcântara Xavier de Lancastre (1816–1847), 7.º Marquês de Abrantes, 14.º Conde de Penaguião e 9.º Conde de Vila Nova de Portimão, filho do anterior.
  1. D. José Maria da Piedade de Lancastre e Távora, 10.º Conde de Vila Nova de Portimão.
8. D. João Maria da Piedade de Lancastre e Távora (1864–1917), 8.º Marquês de Abrantes, 15.º Conde de Penaguião e 11.º Conde de Vila Nova de Portimão, sobrinho do 7.º Marquês
9. D. José Maria da Piedade de Lancastre e Távora, (1887–1961)
10. D. Luís Gonzaga de Lancastre e Távora (1937–1993), notável historiador, especialmente nas áreas da genealogia e da heráldica
11. D. José Maria da Piedade de Lancastre e Távora (n. 1960)

### Armas
As armas do primeiro marquês de Abrantes são referidas por Anselmo Braamcamp Freire na sua obra Brasões da Sala de Sintra:

Esquartelado: o I de prata, cinco escudetes de azul em cruz, carregados cada um de cinco besantes do campo, bordadura de vermelho carregada de sete castelos de oiro (Lancastre); o II enxaquetado de prata e azul de seis peças em faxa e sete em pala (Sá); o III de vermelho, seis besantes de oiro, entre uma dobre cruz e bordadura do mesmo (Almeida); o IV cortado de um traço e partido de dois, o que faz seis quartéis, o 1.º, 3.º e 5.º de oiro, dois lobos passantes de púrpura, o 2.º, 4.º e 6.º de oiro, quatro palas de vermelho, e sôbre o todo dêste quartel, de ouro liso (Meneses).

O mesmo autor refere que "Os três Marqueses de Abrantes, que houve da casa de Vila Nova, usaram das armas simples de Lancastres." Estas são também as que vemos na obra de Caetano de Sousa de 1755.
A partir do 8.º Marquês passaram a ser usadas armas esquarteladas de Lencastre e Távora (para estas últimas, ver Marquês de Távora).

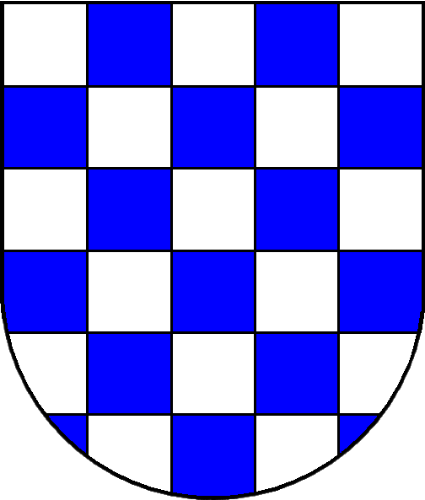
Armas de Sá, usadas até ao 4.º Marquês
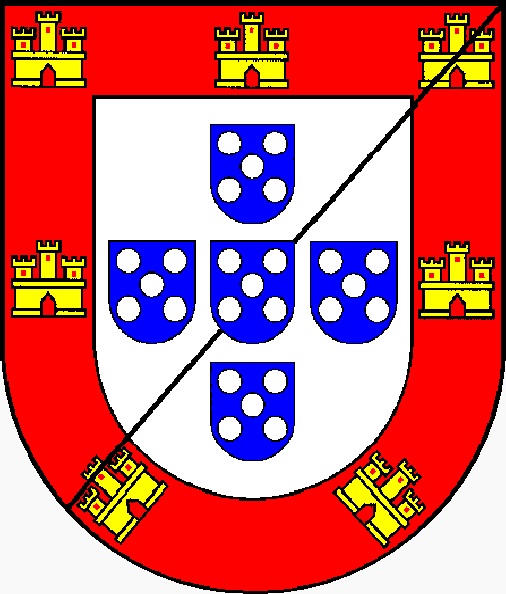
Armas de Lencastre, usadas do 5.º ao 7.º Marquês
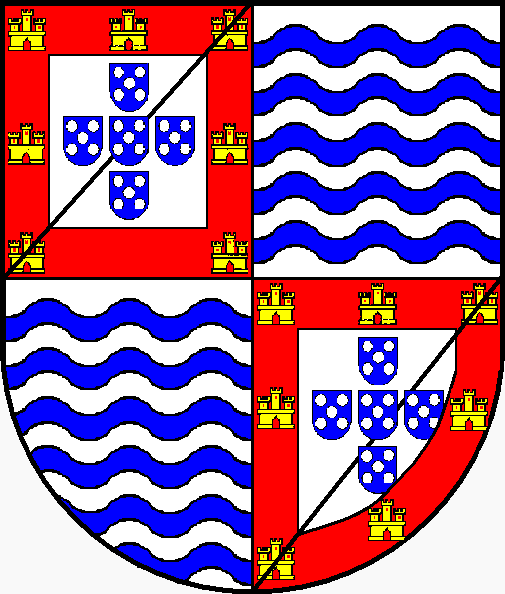
Armas de Lencastre e Távora, usadas a partir do 8.º Marquês

## Palácio dos Marqueses de Abrantes

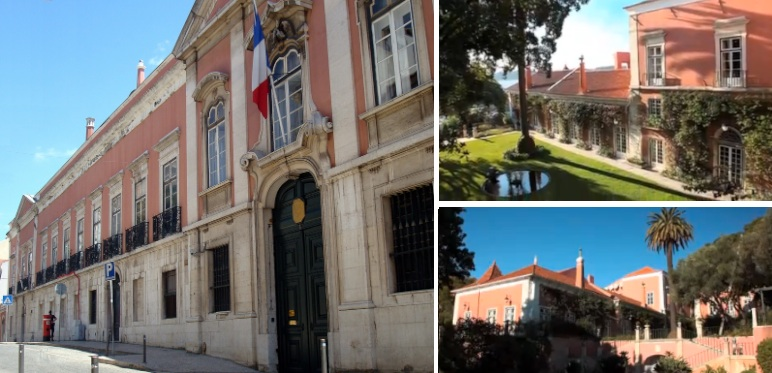
Palácio do Marquês de Abrantes, na Calçada Marquês de Abrantes, em Santos-o-Velho, hoje Embaixada da França.

Com a quebra de varonia em meados do século XVIII, a Casa de Abrantes foi herdada em 1780 pelo 6.º Conde de Vila Nova de Portimão. Este era proprietário do que veio a ser então conhecido como Palácio do Marquês de Abrantes: o velho convento de Santos-o-Velho, em Lisboa, de origem medieval, e então reservado às viúvas e às filhas dos cavaleiros da Ordem de Santiago; uma delas fora Filipa Moniz, esposa de Cristóvão Colombo.
Este convento, depois das Donas se terem transferido para o convento de Santos-o-Novo, passou a ser usado como paço real por D. Manuel I, que aqui celebrou o casamento com a filha dos Reis Católicos em 1497, e novamente por D. Sebastião, que aqui celebrou missa na véspera de partir para Alcácer-Quibir em 1578. Passou depois a ser usado, e finalmente adquirido em 1629, pelos Lencastres do ramo de Vila Nova, mais tarde de Abrantes.
O palácio, que deu o nome à Calçada Marquês de Abrantes onde se encontra, manteve-se na posse da família até ao inicio do século XX; tendo sido desde 1870 parcialmente  alugado ao embaixador francês, o Conde Armand, que aqui instalou a embaixada. Finalmente, em 1909, um ano antes da queda da Monarquia em Portugal, foi vendido por João Maria da Piedade de Lancastre e Távora  ao Estado francês.

## Ligações exteriores
- Casa de Abrantes, Associação dos Amigos da Torre do Tombo
- Casa de Abrantes, ANTT